# 稲積水中鍾乳洞
稲積水中鍾乳洞（いなづみすいちゅうしょうにゅうどう）は、日本ジオパーク認定の大分県豊後大野市三重町中津留にある日本最長（日本一）の水中鍾乳洞である。水は日本名水百選認定の「白山川」に繋がっている。

## 概要

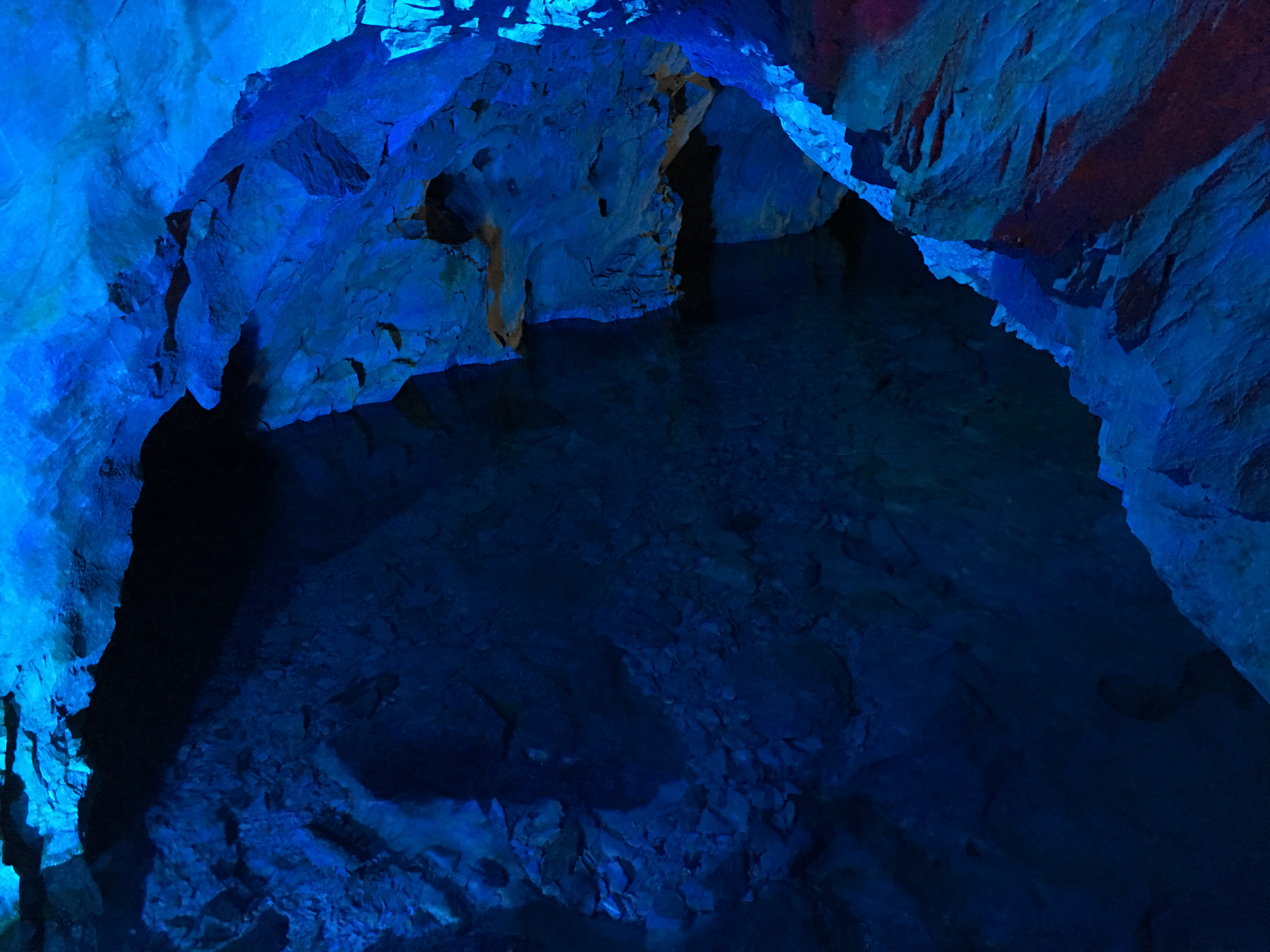
稲積水中鍾乳洞内

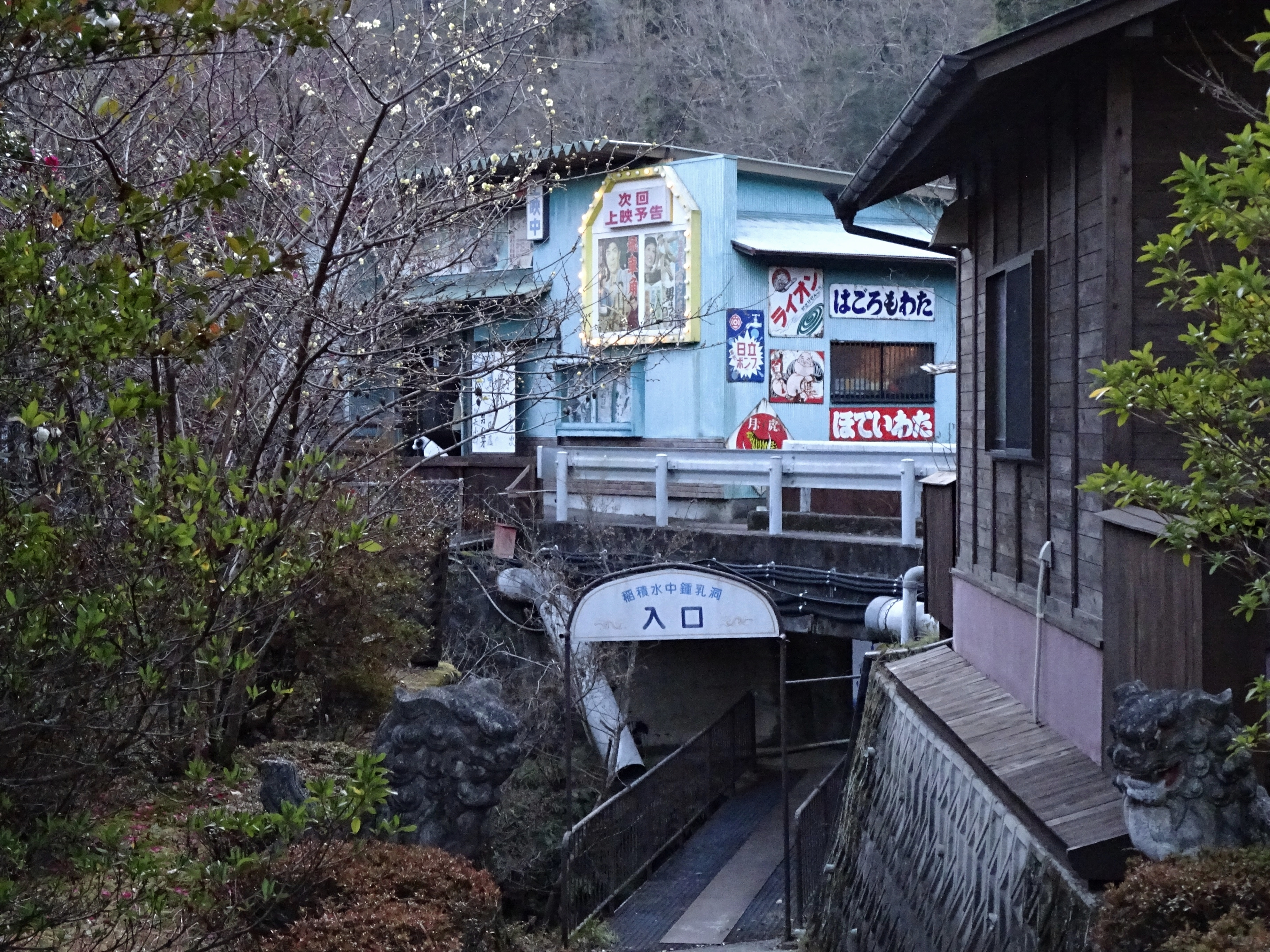
稲積水中鍾乳洞入口

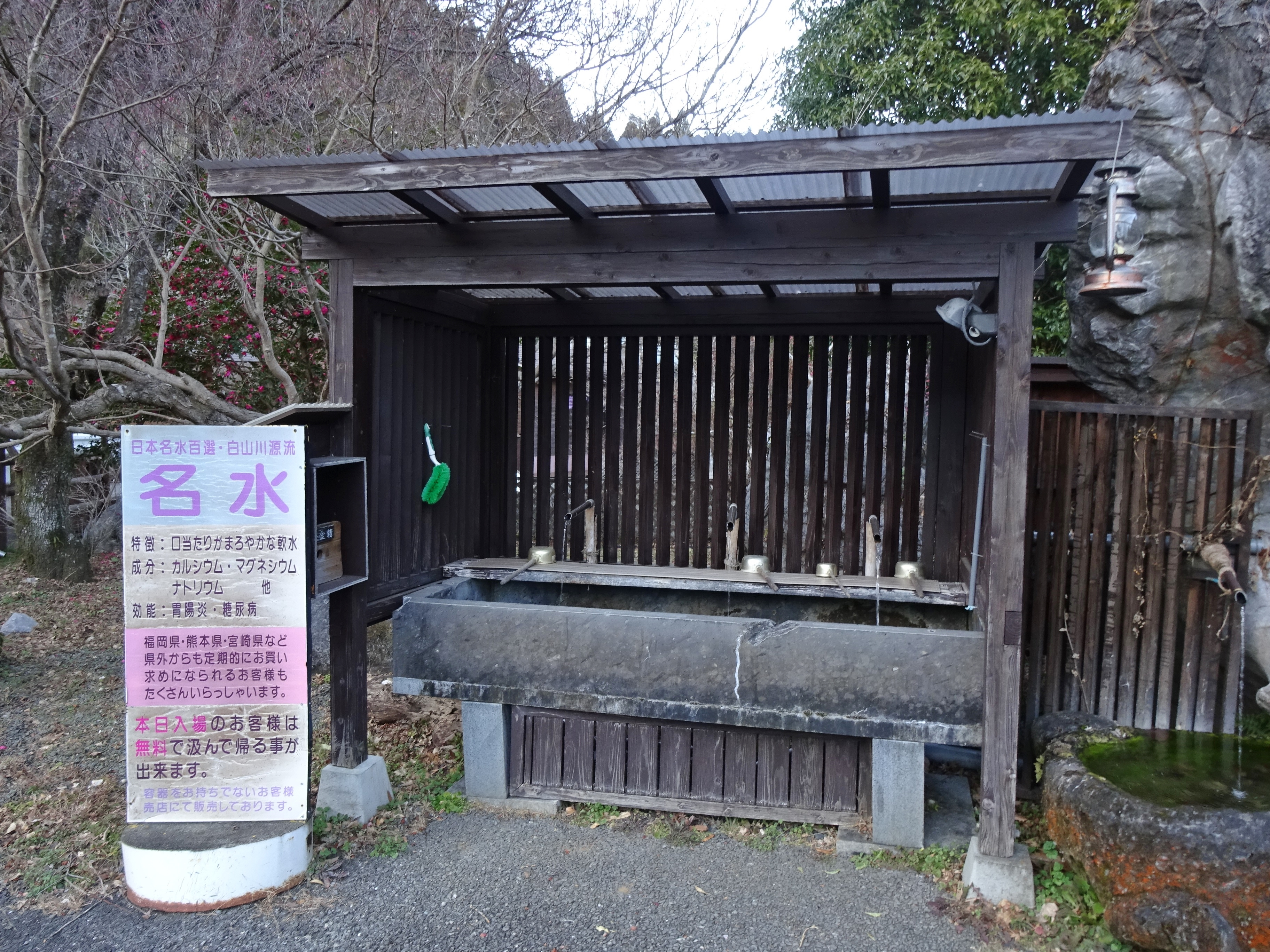
名水百選「白山川」湧水口

この鍾乳洞は、鍾乳石が形成された後に全体がいったん水没し、侵食により上半分が排水されて再び空気中に露出するようになった洞窟である。
約8万5千年前の阿蘇カルデラの大噴火によって、洞窟前を流れる中津無礼川の峡谷が70m以上の厚さの火砕流堆積物で埋積されたために、山麓に形成されていた本洞窟の全体が水没し、水中洞窟となった。その後、現在にかけて火砕流堆積物の上部3/4が中津無礼川によって侵食されたために、水中洞窟の上半分は排水されて再び空気中に露出し、下半分はなお水中洞窟の状態を留めていたのが、観光開発前の姿である。
自然状態では、稲積山の山麓に奥行きのない小さな吐出洞として開口し、下半分が地下水面下にあったが、観光開発のために排水路を掘削して地下水位を約2m下げ、元の地下水面直下のレベルに設置した通路に沿って観覧できるようにされている。観光開発後も、水面下には平均深度10〜20mの空洞（鍾乳洞）が広がっている。
このため、現在観察できる鍾乳石は、一部が水中にあり、一部が空気中に露出している。すなわち、水面下では決して形成されることのない鍾乳石類が水面下に位置する光景を観察できるとともに、開発前には水中にあった鍾乳石を観光路沿いで間近に見ることができ、開発前まではそれらが水中で激しく溶かされつつあった様子が観察できる。
開発後にも行われた洞窟潜水探検によれば水中洞窟は全長延べ1,000m以上ある。元々の鍾乳洞は第四紀の中頃（およそ20万年前くらいか、正確には不明）の氷期に形成されたと推測される。洞内に湧く地下水は、名水百選に選定された中津無礼川（白山川）の水が、鍾乳洞の上流約4km（直線距離）の白谷の河床から浸透して、洞内に湧くものであることが分かっている。トレーサー調査では流出までに5日を要している。
園内は観光施設として開発されており、鍾乳洞以外に、大分県下一の高さ「稲積昇龍大観音」、開世美術館、いなづみギャラリー、昭和タイムトリップ「ロマン座」、地底洞窟、仏の里庭園（鯉やアイガモの池、弘法の滝、巨龍霊泉、白蛇堂、鐘突き堂など）、ダイビング施設「ホタル茶寮」、食事処「名水亭」、売店、日本名水百選天然水の水汲み場、無料駐車場（300台収容）など、また併設する「いなづみ白山川キャンプ村」が設けられている。

## 沿革
- 1976年春 - 赤嶺時雄の依頼により佐伯ダイビングクラブが潜水調査。主洞部（水中洞）だけで500m以上、洞奥は水深60m以上に達することが判明。また、赤嶺により支洞（新生洞）への新洞口が発見された[3]
- 1976年夏 - 稲積総合観光株式会社による開発工事の着工
- 1976年夏 〜 1977年秋 - 稲積鍾乳洞学術調査団による学術調査[4][5]
- 2004年4月 - 開世通商株式会社（現、カイセイ地所トラスト株式会社）が買収
- 2005年8月 - リニューアルオープン[6]
- 2007年5月 ‐ 同敷地内に「いなづみ白山川キャンプ村」オープン
- 2010年10月 ‐ 受付棟内に「久部簡易郵便局」開設
- 2011年 - 洞内の照明をLEDに変更[7]
- 2014年 - 2つのチームによる潜水調査によって、水中洞の観光部分終点から800m以上の洞窟が続いており、分岐もあることが確認される[8][9][10][11]
- 2019年3月23日 - 日本初の水中鍾乳洞ダイビング・シュノーケリングを開始[12]
- 2020年9月 - 『じゃらん』による「ひんやり涼絶景」ランキングで全国9位にランキングされる[13]
- 2021年1月10日 - サザエさんオープニングに選ばれる。（2021年3月28日まで放送）
- 2021年1月12日 - 日本郵便より、グリーティング切手「自然の風景」の1枚に選ばれ発行
- 2021年3月20日 - テントサウナ開始。サウナ後は水中洞で身体を冷ますことができる
- 2024年9月14日 - 20名まで入れる小屋サウナを建設。

## 洞内

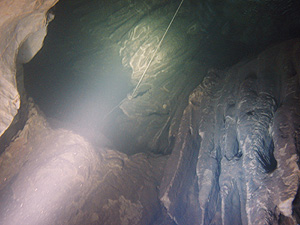
示現の淵（下流側の縦穴（水中）から上方を見上げた画像）

洞口には、観光開発で掘削された排水路からの水が洞の外へと流れ落ちる虹の滝がある。
洞内は、入口から約70mのところで水中洞と新生洞の二股に分岐しており、それぞれ約300mの地点まで観光可能である。新生洞はこの地点で行き止まりであるが、水中洞については、1975年-1977年に実施された調査で、水没した洞窟が約300m続き、さらにそこから下に伸びていることが確認された。また、2014年2月に2チームにより実施された調査では、水中洞は、観光可能な終点からさらに800m以上続いており、途中には100m以上の長さの洞窟が枝分かれしていることが確認されている。
- 水中洞
  - 仙人の淵
  - 竜の牙・幻の渕
  - 底なしの淵

観光開発前は水深が30mあったが、掘削時の砕石で埋められ、現在は水深7m。
  - 水中の黄金石
  - 幽玄の滝
  - 秀麗閣
  - 鬼の岩屋

石筍の下部が水没時にえぐられるように溶食をうけ、無くなっているのが分かる。
  - 古城
  - 竜神の門・子宝観音
  - ヘリクタイト・新生ヘリクタイト
  - エメラルドの泉
  - 久遠の淵
  - 示現の淵

地下水が湧き上がってくる奥側の縦穴と、下流側の縦穴の2つが並んでいる。佐伯ダイビングクラブによる太いロープが中央に張られている。

- 新生洞
  - 黄金柱
  - 天のかけ橋
  - 瑞宝巌
  - やすらぎの池
  - 仏の里
  - 乱雲洞
  - 文殊菩薩
  - 砂湯
  - 名残りの池
  - 氷河
  - ベルホール
  - 登り龍
  - 無限界
  - 大サンゴ洞
  - 雲上の滝

## 交通
- 自動車
  - 大分から - 国道10号、国道326号経由で約1時間（三重町から約15km）。
  - 延岡から - 国道326号、国道502号経由で約1時間（市場一区交差点から約13km）。
  - 最寄り駅（JR九州豊肥本線三重町駅）から - 約20分（約15km）[15]。